# Marmorierter Papageifisch
Der Marmorierte Papageifisch (Leptoscarus vaigiensis), auch Seegras-Papageifisch genannt, ist eine Papageifischart mit einem außergewöhnlich weiten Verbreitungsgebiet und die einzige bisher bekannte gonochoristische Art der Familie.

## Verbreitung
Das Verbreitungsgebiet reicht vom Nordende des Roten Meeres im Nordwesten bis zur südafrikanischen False Bay im Südwesten, der Küste des südlichen Japans im Norden und der chilenischen Osterinsel im Osten. Die südlichsten Punkte des Verbreitungsgebietes sind Rottnest Island in der Nähe von Perth vor der Küste des australischen Bundesstaates Western Australia und Poor Knights Islands vor der Nordküste der neuseeländischen Nordinsel. In den Korallenriffregionen des zentralen und nördlichen Pazifik fehlt die Art.

## Merkmale
Der Marmorierte Papageifisch erreicht eine Maximallänge von 35 cm. Die Standardlänge liegt beim 2,9- bis 3,8-fachen der Körperhöhe. Der Kopf ist abgerundet. Die Zähne in beiden Kiefern werden fast vollständig von den Lippen verdeckt. Die Prämaxillare ist mit flachen mit Zahnplatten ausgestattet, die von schräg stehenden, verschmolzenen Reihen kurzer Schneidezähne gebildet werden. Adulte Exemplare verfügen auch über kräftige Eckzähne. Bei geschlossenem Maul schließen die Schneidkanten der Zähne von Ober- und Unterkiefer genau übereinander. Die vorderen Nasenöffnungen haben einen fleischigen Rand mit einer langen fleischiger Hautklappe, die sich bis zu den hinteren Nasenöffnungen oder darüber hinaus erstreckt. Die Kiemenhäute sind breit am Isthmus befestigt. Die Stacheln der Rückenflosse sind in der Regel flexibel. Vor dem vordersten Rückenflossenstachel liegen 4 Schuppen, gelegentlich auch 3. Auf den Wangen befindet sich eine Schuppenreihe.
Morphometrie:
- Flossenformel: Dorsale IX/10; Anale III/9; Pectorale 13; Ventrale I/5; Caudale 11.
- Schuppenformel: SL 22–24.
- Kiemenrechen: 8–10.
- Wirbel: 25.

Die Geschlechter unterscheiden sich im Unterschied zu den meisten anderen Papageifischen in ihrer Färbung nur wenig. Der Marmorierte Papageifisch ist grünlich oder olivbraun gefärbt und oft stark gesprenkelt. Männchen haben auf den Körperseiten einen weißen Längsstreifen.

## Lebensraum und Lebensweise
Der Marmorierte Papageifisch lebt in kleinen Gruppen in Tiefen von einem bis 15 Metern in geschützten Buchten, Häfen und Lagunen, besonders häufig auf flachen Seegraswiesen oder in Felsregionen mit starkem Algenwuchs. Er ernährt sich von Seegras und Makroalgee. Hin und wieder findet man den Fisch auch unter treibenden Algenteppichen, die sich vom Untergrund gelöst haben. Im Unterschied zu allen anderen daraufhin untersuchten Papageifischen ist der Marmorierte Papageifisch kein proterogyner Zwitter mit einem Lebensabschnitt mit weiblichem Geschlecht und einer darauf folgenden Umwandlung zum Männchen, sondern die Fische entwickeln sich bei Erreichen der Geschlechtsreife gleich zu Weibchen oder Männchen. Sie laichen über Seegraswiesen bei ablaufenden Gezeiten.